# Гліноєцьк
Гліно́єцьк (пол. Glinojeck) — місто в центральній Польщі, на річці Вкра.
Належить до Цехановського повіту Мазовецького воєводства.

## Демографія
Демографічна структура станом на 31 березня 2011 року:
|          | Загалом | Допрацездатний вік | Працездатний вік | Постпрацездатний вік |
| -------- | ------- | ------------------ | ---------------- | -------------------- |
| Чоловіки | 1548    | 341                | 1112             | 95                   |
| Жінки    | 1633    | 298                | 1064             | 271                  |
| Разом    | 3181    | 639                | 2176             | 366                  |